# Krystyna Szczepańska (scenografka)
Krystyna Maria Szczepańska (ur. 18 sierpnia 1950 w Krakowie) – polska scenografka, kostiumografka i dekoratorka wnętrz, artystka Piwnicy pod Baranami, współautorka szeregu realizacji Teatru Telewizji.

## Życiorys
Urodziła się w Krakowie jako druga córka Piotra Szczepańskiego (1910–1988), adwokata, absolwenta Uniwersytetu Jana Kazimierza; i Stanisławy z domu Żółtańskiej (1910–2000), nauczycielki języka rosyjskiego w Technikum Chemicznym w Krakowie. Jej rodzice pochodzili z Brzeżan, gdzie obydwoje w czasie II wojny światowej działali w Armii Krajowej. Starsza siostra Krystyny – Alicja – została, podobnie jak ojciec, adwokatem.
Krystyna Szczepańska ukończyła studia na Wydziale Architektury Politechniki Krakowskiej. Studiowała też przez dwa lata scenografię na Akademii Sztuk Pięknych w Krakowie. W pierwszej połowie lat 70. związała się ze środowiskiem Piwnicy pod Baranami. Wyszła za mąż za reżysera Andrzeja Maja. Jak wspominał Andrzej Maj: „[Krystyna Szczepańska] Przez dziesięć lat zajmowała się co sobota dekoracją kabaretu. (...) Rozwieszała szmaty, rozrzucała rekwizyty, aranżowała wnętrze. Zajmowała się dekoracjami podczas opłatków, jajeczek, sylwestrów, bali. Nie było wtedy na nic pieniędzy, więc każde Piwniczne przedsięwzięcie poprzedzały żebracze wędrówki do fabryki papierosów po odrzuty tektury, do fabryki czekolady Wawel po kolorowe papierki od cukierków, staniol, złotko, do Nowej Huty po bibułę i czerwone płótno, do Andrychowa po wybrakowane materiały, do wytwórni bombek choinkowych po potłuczone bombki i tak dalej, i tak dalej. Z tych wszystkich braków i odrzutów robiło się potem cudowne dekoracje”.
Krystyna Szczepańska była autorką dekoracji dla balów Piwnicy pod Baranami. W maju 1973 wraz z Wiesławem Dymnym była autorką scenografii balu na zamku w Niepołomicach. Wraz z mężem współorganizowała widowisko 149-lecie Zawodu Pisarskiego J.I. Kraszewskiego. W 1976 znaleźli się w Komitecie Jubileuszowym przygotowującym uroczyste obchody dwudziestolecia Piwnicy pod Baranami. Później Krystyna Szczepańska wykonała scenografię do spektaklu Apologia Ambrożego Grabowskiego, czyli chwila przemijania (1978) w reżyserii Piotra Skrzyneckiego. Spektakl został zaprezentowany premierowo przez zespół Piwnicy w auli Akademii Ekonomicznej, a wśród zaproszonych na premierę widzów znalazł się m.in. Karol Estreicher, prawnuk tytułowego Ambrożego Grabowskiego.
W tym czasie urodziła się ich córka Magdalena, która została kostiumografką i scenografką działającą głównie w branży reklamowej.
W latach 80. Krystyna Majowa tworzyła scenografię i kostiumy do spektakli teatralnych i telewizyjnych Andrzeja Maja. Była współautorką kilkunastu realizacji Teatru Telewizji oraz kilku spektakli wystawianych na deskach Tarnowskiego Teatru im. Ludwika Solskiego oraz Teatru im. Stefana Jaracza w Łodzi. Na początku lat 90. przeniosła się z Krakowa do Kolonii. Kilka lat później wyemigrowała do Vancouver, gdzie z kolejnego związku urodziła córkę Elizabeth.

## Filmografia
Scenografia
- 1981: My wciąż spieszący (spektakl telewizyjny)
- 1981: Kocham cię za to, że cię kochać muszę (spektakl telewizyjny)
- 1982: Znana nasza (spektakl telewizyjny)
- 1982: Milczeć pogodnie (spektakl telewizyjny)
- 1983: Droga do Czarnolasu (spektakl telewizyjny)
- 1984: Wiersze i krajobrazy (widowisko telewizyjne)
- 1984: Piękność z Amherst (spektakl telewizyjny)
- 1984: Obszar swobody (spektakl telewizyjny)
- 1985: Nad wodą wielką i czystą (spektakl telewizyjny)
- 1986: Twarze Witkacego czyli regulamin firmy portretowej (spektakl telewizyjny)
- 1986: Dwie wigilie (film telewizyjny)
- 1987: Trąd w pałacu sprawiedliwości (spektakl telewizyjny)
- 1987: Harnasie (film telewizyjny)
- 1988: Dzieje kultury polskiej (film dokumentalny-fabularyzowany)
- 1991: Koty? Koty! (spektakl telewizyjny)

Kostiumy
- 1985: Nad wodą wielką i czystą (spektakl telewizyjny)
- 1987: Harnasie (film telewizyjny)

Dekoracja wnętrz
- 1988: Kornblumenblau

## Teatr
Scenografia
- 1978: Apologia Ambrożego Grabowskiego, czyli chwila przemijania (reż. Piotr Skrzynecki, Piwnica pod Baranami)
- 1979: Niebezpieczne związki (reż. Andrzej Maj, Tarnowski Teatr im. Ludwika Solskiego)
- 1982: Jednorożec z gwiazd (reż. Andrzej Maj, Teatr im. Stefana Jaracza w Łodzi)
- 1982: Historia, czyli tu wcale nie chodzi o Mozarta (reż. Andrzej Maj, Teatr im. Stefana Jaracza w Łodzi)

Dekoracje
- 1983: Ozimina (reż. Andrzej Maj, Teatr im. Stefana Jaracza w Łodzi)

Kostiumy
- 1985: Pornografia (reż. Andrzej Maj, Teatr im. Stefana Jaracza w Łodzi)